# 両角亜希子
両角 亜希子（もろずみ あきこ、1973年 - ）は、日本の教育学者。東京大学大学院教育学研究科教授。専門分野は高等教育論，教育社会学。主な研究テーマは、大学経営。博士（教育学）。

## 概要
愛知県名古屋市出身。1997年に慶應義塾大学環境情報学部を卒業後、東京大学大学院教育学研究科へと進学。その後、同大学大学院博士課程を修了し、博士（教育学）の学位を取得。大学院修了後は、産業技術総合研究所の特別研究員となり、2004年に東京大学大学総合教育研究センター助手に就任。その後の2007年には同大学大学総合教育研究センター助教に昇格し、2008年に東京大学大学院教育学研究科講師に就任し、2013年には准教授を経て2021年より同大学大学院の教授へと着任。2020年には学校法人のガバナンスに関する有識者会議の委員を務めた。

## 著書
- 私立大学の経営と拡大・再編―1980年代後半以降の動態 （両角亜希子著） 東信堂　2010年2月　ISBN 9784887139695
- 学長リーダーシップの条件 （両角亜希子編著）　東信堂 2019年12月　ISBN 9784798916071
- 日本の大学経営―自律的・協働的改革をめざして　（両角亜希子著）　東信堂　2020年7月　ISBN 9784798916392